# Kang Sheng
Pour les articles homonymes, voir Sheng (homonymie).
Dans ce nom, le nom de famille, Kang, précède le nom personnel.
Kang Sheng (康生, 1898-1975), de son vrai nom Zhang Zongke, est l'un des dirigeants les plus énigmatiques de la république populaire de Chine. Longtemps à la tête des services secrets, il est un pilier des purges du régime tels que le « Mouvement de rectification » (1942), le « Mouvement anti-droitier » (1957) puis des purges pendant la révolution culturelle. Kang est aussi considéré comme le père des laogai (goulag chinois) et un des parrains de la révolution culturelle. 
Il reste au sommet ou près du sommet du pouvoir depuis la création de la république populaire de Chine en 1949 jusqu'à sa mort en 1975. Après la mort de Mao et l'arrestation ultérieure de la bande des Quatre, il est accusé de partager leur responsabilité dans les excès de la Révolution culturelle et, en 1980, il est exclu à titre posthume du Parti communiste chinois.

## Les débuts
Né  dans une famille de propriétaires terriens à Jiaonan, dans la province du Shandong, il fait ses études à l'université de Shanghai. Il entre au Parti communiste chinois en 1925 et devient actif dans la cellule de Shanghai, principalement dans les départements d’organisation et de contrôle. Il organise l'insurrection ouvrière de Shanghai en 1927 aux côtés de Gu Shunzang et réussit à échapper au massacre des communistes qui s’ensuivit sur les ordres de Tchang Kaï-chek. En 1928, il travaille déjà au niveau du Comité central. Il est arrêté, puis relâché en 1930. Membre du Bureau politique en 1931, il devient l'intime collaborateur de Bo Gu.

## Les voyages en URSS
En 1932-1933, puis de 1935 à 1937, il est envoyé à Moscou en tant que délégué du Komintern pour étudier les techniques soviétiques de sécurité et de renseignement. Il assiste à ce titre aux purges massives organisées par Staline à cette époque, qui ne seront sans doute pas sans l'inspirer par la suite. En 1935, il adopte Kang Sheng comme « nom de guerre ». Il quitte Moscou pour Yan'an en 1937 à la demande de Staline en compagnie de Wang Ming et Chen Yun, où il commence à exercer ses talents à l’École centrale du Parti, et plus tard au département des Affaires sociales, l’organe suprême de sécurité sous le Comité central (qu'il dirige jusqu’en 1946). Il assume surtout la direction des Services secrets, qui constituera jusqu'à la fin la source occulte de son pouvoir.

## La période à Yan’an

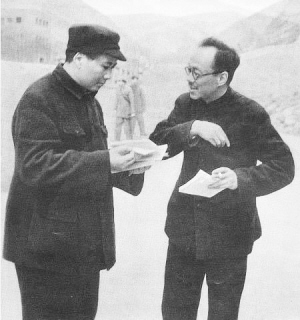
Mao Zedong et Kang Sheng, en 1945.

Kang se marie avec Cao Yi'ou. À la même époque, c'est lui qui présente à Mao Zedong (qui l’épousera en 1938) Jiang Qing, la future « égérie » de la révolution culturelle. Kang avait eu Jiang Qing comme domestique dans sa ville natale durant sa jeunesse avant qu’elle ne devienne une actrice de second plan à Shanghai. Ils se fréquentaient dans les années 1920 et 1930, et furent probablement amants. Il se porte garant de ses références politiques soi-disant au-dessus de tout soupçon (alors qu'elle avait sans doute négocié sa libération contre la dénonciation d'un certain nombre de camarades après son arrestation à Shanghai) quand elle rejoint les communistes à Yan'an. Cette intervention, en plaçant Jiang Qing auprès de Mao, a sans doute bouleversé l’histoire contemporaine de la Chine. 
À Yan'an, Kang joue un rôle majeur durant le Mouvement de rectification, dont le but affiché est d’inculquer les principes politiques de Mao à tous ceux qui avaient afflué à la base mais qui manquaient de connaissance et d’engagement envers l’idéologie du PCC, mais dont le but réel est d’affaiblir Wang Ming et ses alliés, un des adversaires les plus acharnés de Mao avec Bo Gu. Le mouvement commence comme une campagne d’éducation avant que Kang le transforme en une chasse aux sorcières contre des espions et les membres d’une « cinquième colonne ». Il aboutit à l’arrestation de membres fidèles du Parti sur la base d’accusations fictives. Beaucoup des conflits qui devaient intervenir plus tard durant la révolution culturelle trouvent leur origine durant cette période. Mao continuera à le protéger, même après qu’il fut tombé en disgrâce et relevé de ses activités concernant la sécurité. Il est membre du 7e Politburo du PCC.

## Les années 1949-1966
Kang ne joue aucun rôle public visible dans les premières années de la RPC ; on a dit que l’hostilité de Liu Shaoqi et du Premier ministre Zhou Enlai l’avait éloigné du pouvoir. Il refait surface au milieu des années 1950 avec un rôle actif en 1959 lors de la réunion de Lushan dans l’éviction de Peng Dehuai. Il retrouve apparemment le contrôle des Services secrets. Il est membre du 8e Politburo du PCC. Il devient un collaborateur très proche de Mao dans les luttes internes du Parti qui commencèrent avec la « campagne anti-droitière » de 1957 et culminèrent avec la révolution culturelle. Celui que Simon Leys a pu comparer à un Fouché est également un opportuniste habile qui a sans doute servi plusieurs maîtres — parfois simultanément. Il devient membre du secrétariat général du Parti en 1962.
Kang vit d’une manière extravagante et corrompue. Comme meilleur calligraphe parmi les plus hauts dirigeants du PCC, mais aussi comme peintre, amateur éclairé d’antiquités, poète et historien, Kang a un appétit insatiable pour les antiquités chinoises et use de ses pouvoirs pour en détourner de grandes quantités, notamment de la Cité interdite (un fait qui ne fut découvert qu’après sa mort).[réf. nécessaire]

## La révolution culturelle
En 1966, il est conseiller du groupe de la révolution culturelle placé sous le Comité central, et membre du Comité permanent du Bureau politique. Toute l'ambiguïté et le machiavélisme du personnage sont bien résumés par le fait qu'au début de l'année 1966, il fait partie du Groupe des Cinq organisé par Peng Zhen pour torpiller la révolution culturelle que Mao essaie de lancer. Il est difficile encore aujourd'hui de déterminer si sa participation à ce groupe était dès le départ motivée par la volonté de jouer le rôle de mouchard pour Mao, ou si ce n'est ultérieurement qu'il retourna sa veste. Il est membre des 9e et 10e Politburos du PCC.
Pendant la révolution culturelle, Kang Sheng a prétendu que le Parti du peuple de Mongolie-Intérieure, qui avait  fusionné avec le PCC après 1949, avait été ranimé secrètement comme une entité séparée hostile et a cherché à l'anéantir. Ceci a eu pour résultat que 790 000 personnes ont été persécutées dans une chasse aux sorcières, 22 900 furent battues à mort et 120 000 mutilées de façon permanente.
Kang est impliqué de près dans les purges de la révolution culturelle qui voit la chute de Peng Dehuai, Liu Shaoqi, Deng Xiaoping, Lin Biao et bien d’autres, et plonge la Chine dans le chaos. Le dernier service qu’il rendit à Mao fut l'orchestration de la campagne de 1976 qui critiquait le « déviationnisme de droite » et qui visait Zhou Enlai et Deng Xiaoping, bien que Kang mourût à la fin de 1975 avant que la campagne ne soit lancée.
Agonisant, Kang fait venir à l’hôpital les traductrices anglaises et protégées de Mao, Nancy Tung et Wang Hairong, pour accuser Jiang Qing d'avoir été un agent double au service de Tchang Kaï-chek. Il meurt en 1975. 
Hu Yaobang, qui devient secrétaire général du Parti en 1981, dans un discours secret en 1978, compara Kang aux chefs de la police secrète soviétique Félix Dzerjinski et Lavrenti Beria. Pour Hu Yaobang, « il n'était pas un homme, mais un monstre ». Il est exclu du Parti communiste chinois à titre posthume en 1980.